# Wolfgang Raible
Wolfgang Raible (* 1. März 1939; † 2. September 2024) war ein deutscher Sprachwissenschaftler (Romanistik, Allgemeine Sprachwissenschaft) und Hochschullehrer.

## Leben
Nach dem Abitur am Eberhard-Ludwigs-Gymnasium in Stuttgart studierte er ab 1958 Klassische Philologie, Philosophie und Romanistik in Kiel, Innsbruck, Poitiers und Salamanca. Die Promotion (Raumbegriff in der aristotelischen Physik, 1965 in Kiel) war gräzistisch, die Habilitation (Textlinguistik; 1971 in Köln als Assistent von Harald Weinrich) romanistisch.
Den ersten Ruf auf ein Ordinariat an der Gesamthochschule Duisburg lehnte er 1972 ab, weitere Rufe (1975 Gesamthochschule Siegen, 1978 Universität Freiburg) nahm er an.
In Freiburg gründete er 1985 den Sonderforschungsbereich „Übergänge und Spannungsfelder zwischen Mündlichkeit und Schriftlichkeit“. Ab 1986 war er ordentliches Mitglied der Heidelberger Akademie der Wissenschaften. Zu seinen Auszeichnungen zählen der Landesforschungspreis Baden-Württemberg (1990) und  der Leibniz-Preis (1992). 2002 wurde er mit der Werner Heisenberg Medaille der Alexander von Humboldt Stiftung ausgezeichnet. Er betreute in Freiburg annähernd 50 Promotionen und Habilitationen.
Zu seinen Schülern gehören Hartwig Kalverkämper (HU Berlin), Ralph Ludwig (U Halle), Trudel Meisenburg (U Osnabrück), Maria Selig (U Regensburg), Thomas Haye (U Göttingen), Heiner Böhmer (U Dresden), Claudia Maria Riehl (LMU München), Damaris Nübling (U Mainz), Doris Tophinke (U Paderborn), Barbara Frank-Job (U Bielefeld), Johannes Niehoff-Panagiotidis (FU Berlin), Juan Carlos Palazuelos Montecinos (Pontificia U Católica, Chile), Alfonso Gallegos Shibya (U Guadalajara, México), Susanne Maria Michaelis (U Leipzig) und Sibylle Kriegel-Haase (U Aix-en-Provence). Ab April 2007 war Raible emeritiert.
Raible war ab 1966 mit seiner Frau Hannelore verheiratet, die ebenfalls am 2. September 2024 starb. Er hatte drei Söhne und sieben Enkel.

## Schriften
- Junktion. Eine Dimension der Sprache und ihre Realisierungsformen zwischen Aggregation und Integration. Winter, Heidelberg 1992. ISBN 3-533-04465-3.
- Sprachliche Texte – Genetische Texte. Sprachwissenschaft und molekulare Genetik. Winter, Heidelberg 1993.
- Kognitive Aspekte des Schreibens. Winter, Heidelberg 1999.
- mit Martin Haspelmath, Ekkehard König, Wulf Oesterreicher (Hrsg.): Language Typology and Language Universals – Sprachtypologie und sprachliche Universalien – La Typologie des langues et les universaux linguistiques. An International Handbook – Ein internationales Handbuch – Manuel international. Handbücher zur Sprach- und Kommunikationswissenschaft vol. 20.1 und 20.2. de Gruyter, Berlin, New York  2001, ISBN 978-3-11-011423-2 und ISBN 978-3-11-017154-9.
- Medien-Kulturgeschichte. Mediatisierung als Grundlage unserer kulturellen Entwicklung. Winter, Heidelberg 2006, ISBN 3-8253-5170-X.